# Ridgely (Tennessee)
Ridgely is een plaats (town) in de Amerikaanse staat Tennessee, en valt bestuurlijk gezien onder Lake County.

## Demografie
Bij de volkstelling in 2000 werd het aantal inwoners vastgesteld op 1667.
In 2006 is het aantal inwoners door het United States Census Bureau geschat op 1541, een daling van 126 (-7,6%).

## Geografie
Volgens het United States Census Bureau beslaat de plaats een oppervlakte van
1,8 km², geheel bestaande uit land. Ridgely ligt op ongeveer 89 m boven zeeniveau.

## Plaatsen in de nabije omgeving
De onderstaande figuur toont nabijgelegen plaatsen in een straal van 24 km rond Ridgely.